# Діжка

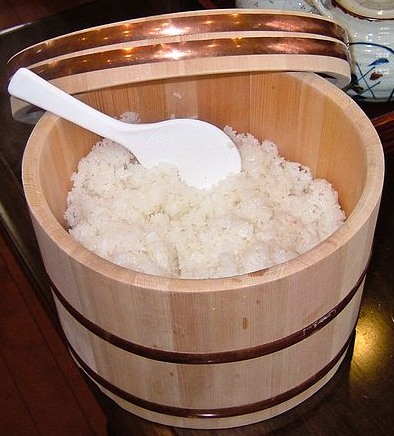
Японська діжка з рисом

Ді́жка (зменшувальна форма від «діжа») — циліндрична посудина, зазвичай дерев'яна, виконана в бондарській техніці (з окремих клепок і стягнена дерев'яним або металевим обручем).
Іноді «діжкою» помилково називають інший бондарний виріб — бочку, але на відміну від бочки, діжка не має опуклих боків. Іноді діжки називали полібічками, полібочками.
Окрім того, «діжкою» могли називати діжу — ємність, призначену для тіста.

## Опис
Діжка має циліндричну або звужену доверху форму, часто з кришкою. На відміну від бочки — діжка може знаходитися тільки в стоячому положенні, а закриті бочки можна покласти і переміщати в лежачому положенні.

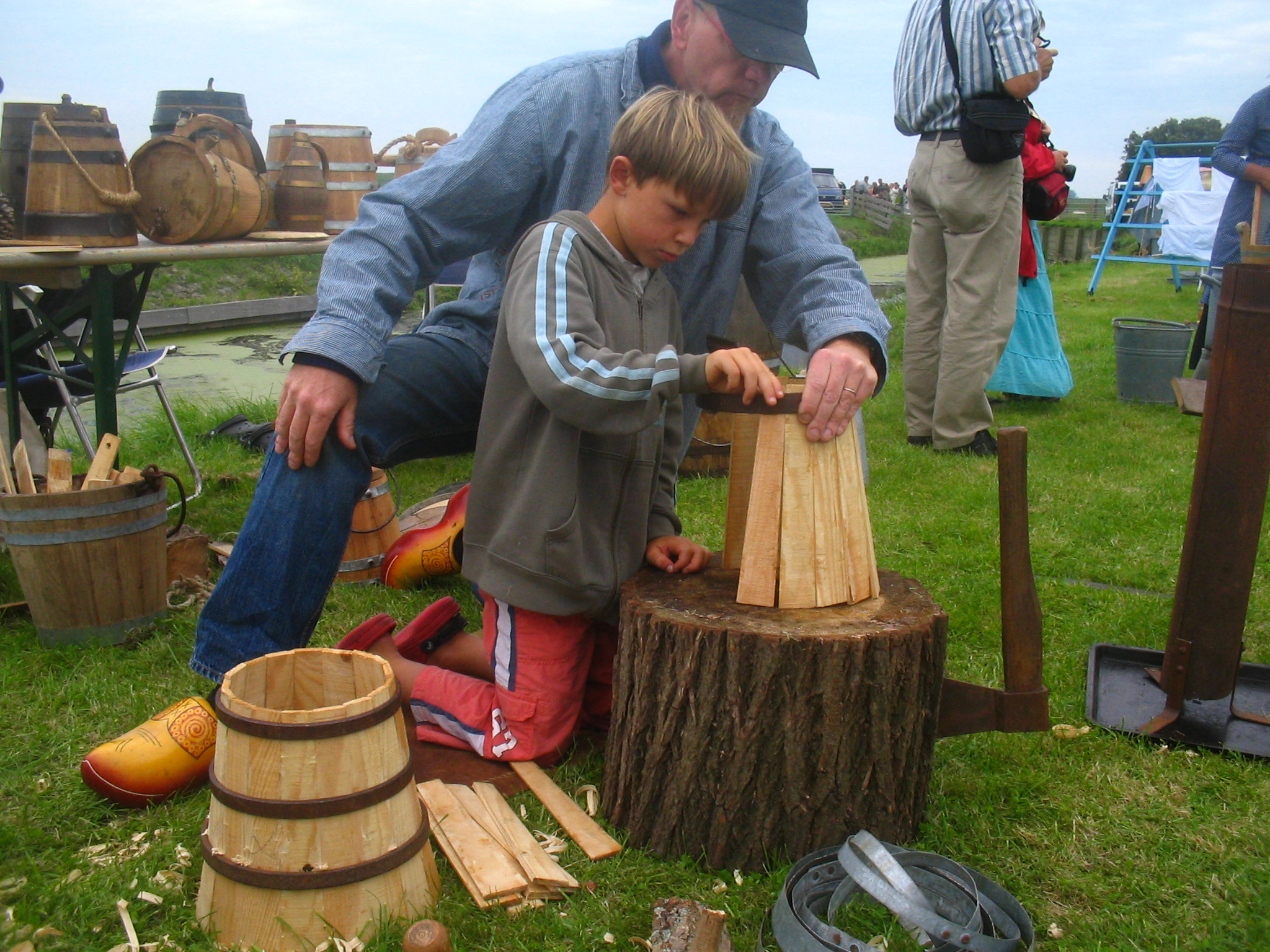
Робота над діжкою

Діжки, як і бочки, виготовляють бондарі з окремих, припасованих одна до однієї клепок, стягнутих металевими обручами.
Згідно зі «Словарем української мови» Б. Д. Грінченка, діжка з непарним числом клепок називалася «діж» («діжун»), з парним — «діжа». У Слов'яносербському повіті записано таке: «Купуючи діжку лічуть тростки, кажучи на першу: „діж“, на другу: „діжа“, на третю знову: „діж“ і так усі переберуть. Як на останню прийдеться сказати: „діжа“, то купують, бо хліб добрий буде, а як „діж“, то не купують».

## Класифікація діжок

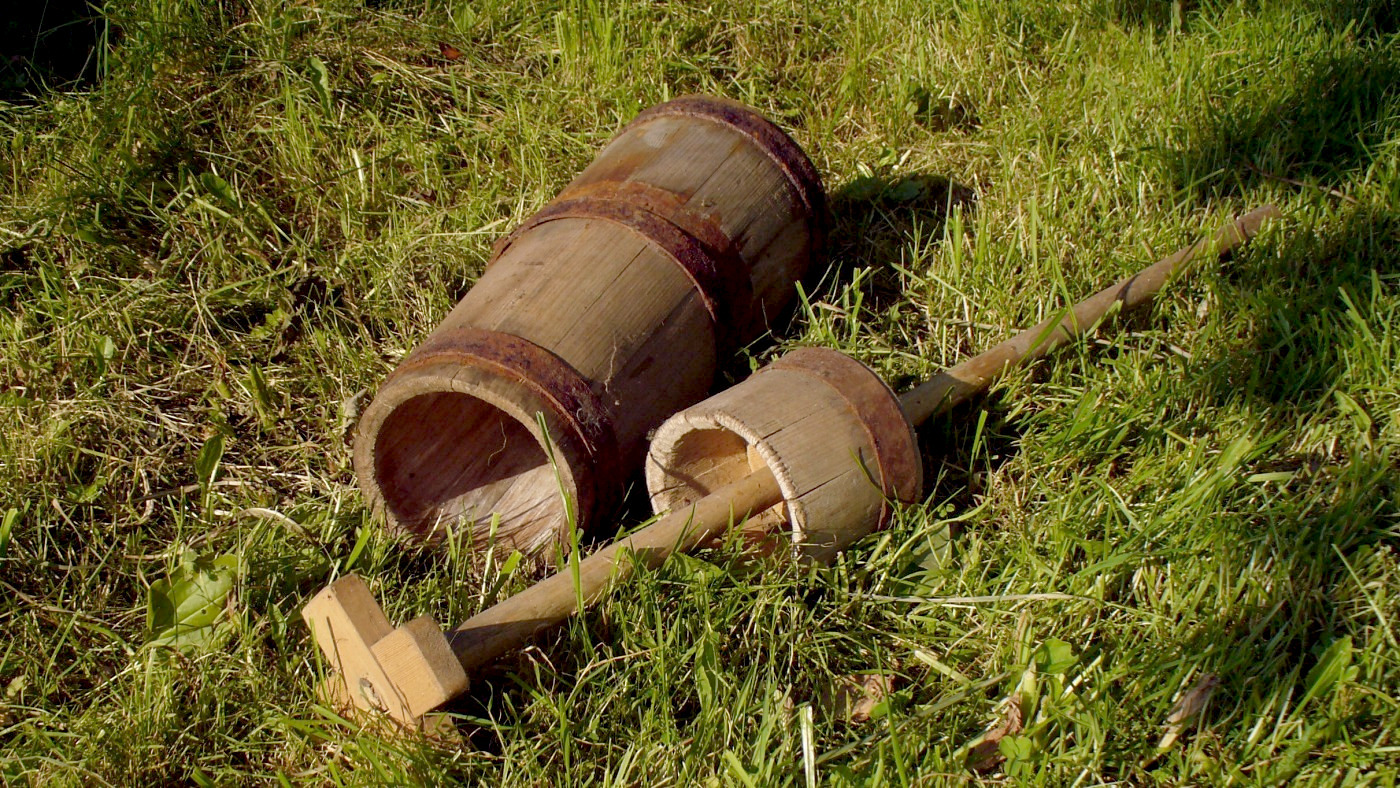
Масничка

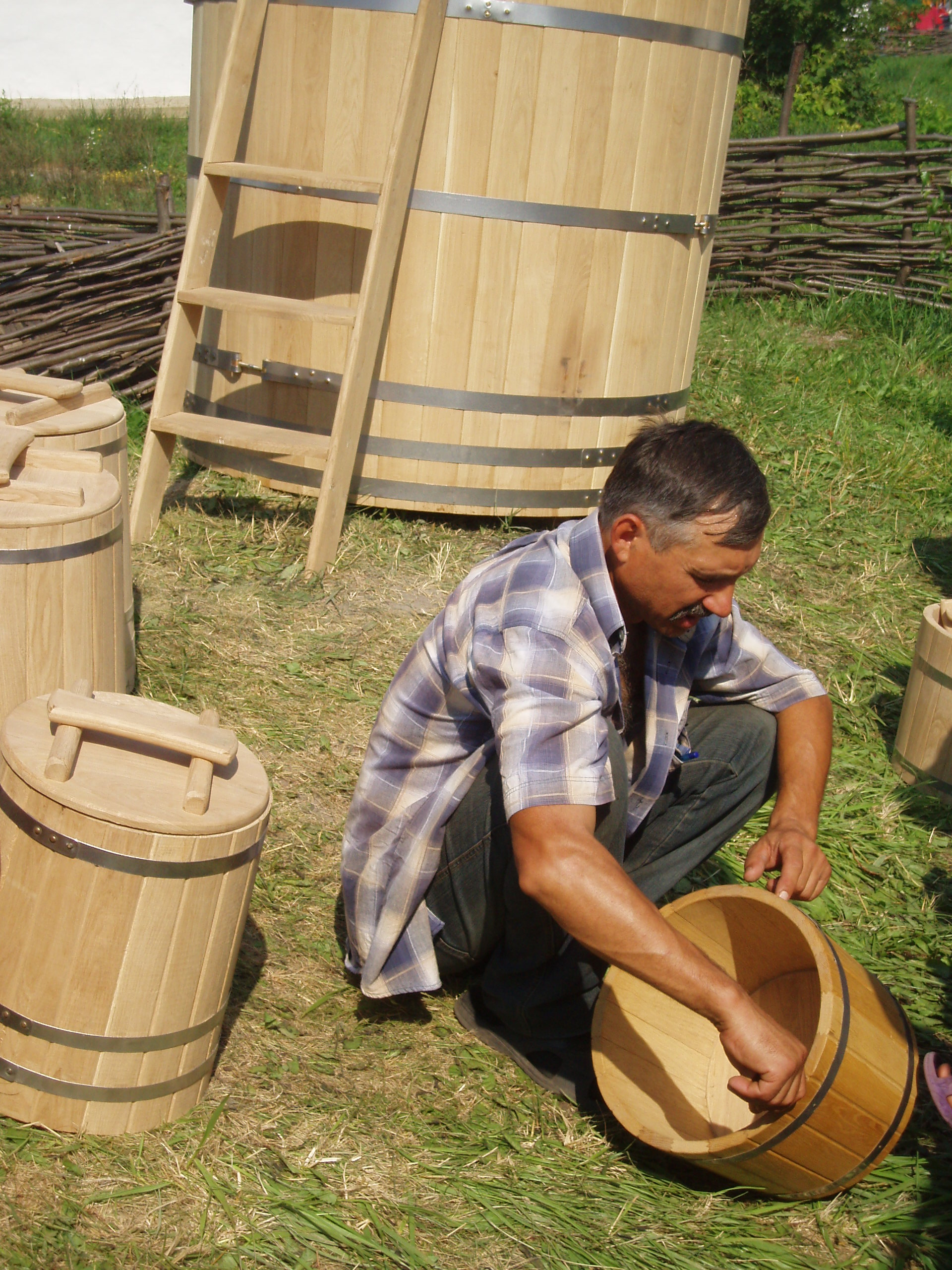
Бондар з діжкою, Сорочинський ярмарок, 2008

- Бо́дня — дерев'яна низька діжка з клепок, яку накривають віком з висячим замком. Зазвичай має вушка. На Поліссі посудина була призначена для зберігання одягу, тканин, цінних речей, грошей тощо, в інших районах України — для зберігання харчів (передусім сала)[7]. Від назви цього виробу походить і назва професії бондаря (через проміжну форму «боднарь»)[8].
- Водя́нка (вóдник) — діжка на воду[9][10].
- Ґеле́та (ґеле́тка) — діжка або барильце, могла використовуватися як дійниця.
- Квасни́к — невелика діжка, призначені для закваски і солінь у домашніх умовах[10].
- Дійни́ця — посудина для доїння[11].
- Діжа — низька широка дерев'яна діжка, в якій готують тісто на хліб[12][13][14].
- Кадіб (кадівб, кадуб) — велика діжка для зберігання зерна, м'яса.
- Ку́фа (кухва) — перевернута невисока діжка, яку використовують для прання, миття в лазні, годування та напування худоби[15]
- Масничка (маслобійка, маслянка) — висока вузька діжка з кришкою і колотівкою для збивання масла[16][17][18].
- Фаска (від нім. Faß — «бочка, барило») — діжка для масла, сиру[19].
- Цебро — дерев'яна посудина, конічна або циліндрична, що має вигляд зрізаної діжки.
- Шапли́к — невисока широка посудина, що має вигляд зрізаної бочки (часто з ручками), рід дерев'яного таза.

## Використання
Зазвичай дерев'яну діжку використовували як ємність, щоб зберігати харчові продукти. У них тримають квашену капусту, огірки, помідори, яблука, кавуни, воду. У побуті простих людей та моряків невеличка діжа часто слугувала за тимчасові меблі — стільці чи столи.
Низькі діжки (шаплики) використовують замість горщиків для великих кімнатних рослин (зокрема, пальм, олеандрів, цитрусових).

### Міри об'єму
Використовували діжку і її різновиди для вимірювання сипких тіл та рідин: каді (кадовби) — 8 центнерів, цебер — 3-є відер, ґелетка — 25 кг. Діжки-медогонки використовували у бджільництві, щоб переганяти мед.

## Діжка в кераміці
Форму дерев'яної діжки, дерев'яного цеберка (зробленого в бондарській техніці) визнано настільки вдалою, що у XVIII століття кумедним чином вона перейшла у порцеляну. На хвилі моди на сільські забави для королеви Франції Марії Антуанетти Севрська порцелянова мануфактура у 1787-1788 роках виготовила порцелянові відерця для її молочної ферми в Версалі. Порцеляна та її розфарбування імітують дерев'яні дошки й обручі від діжі.
Імітація невеличкої діжки давно перейшла у кераміку та фаянс як сувенірна продукція.

## Галерея

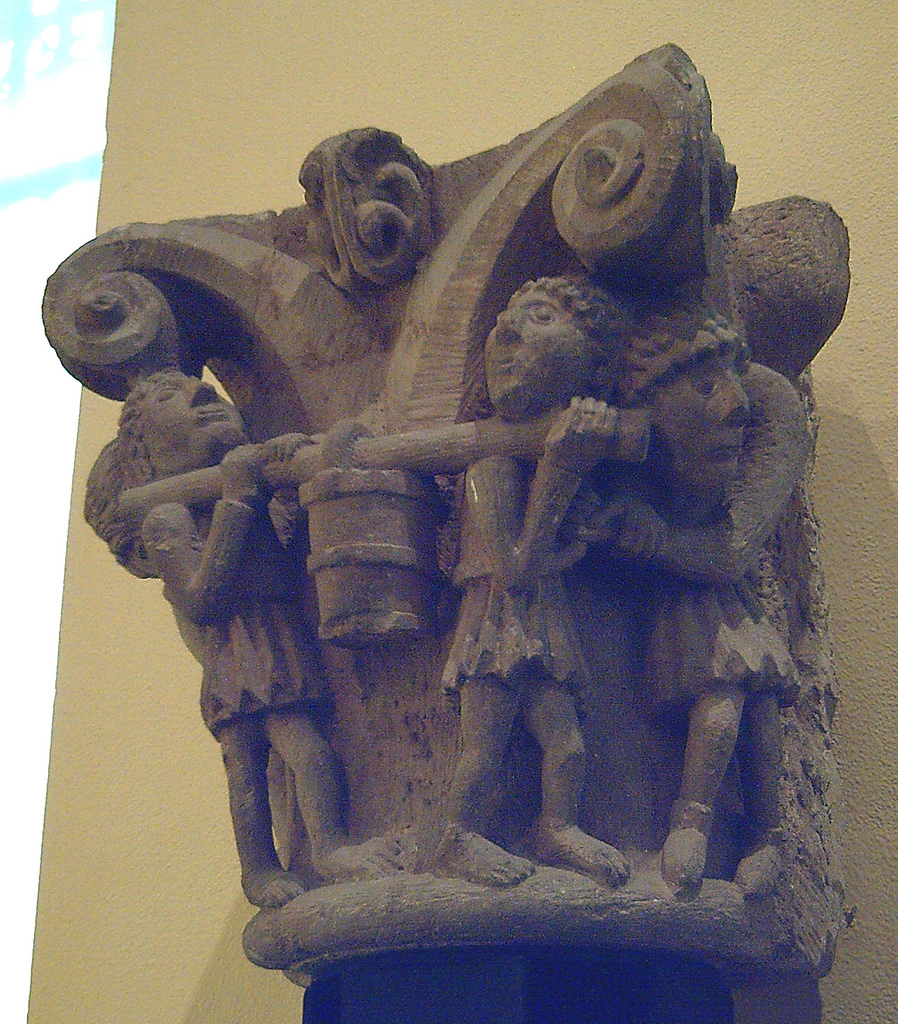
Перенесення діжки, капітель романської доби, церква Сан Педро де Вальдекал, Іспанія, Нац. археологічний музей, Мадрид
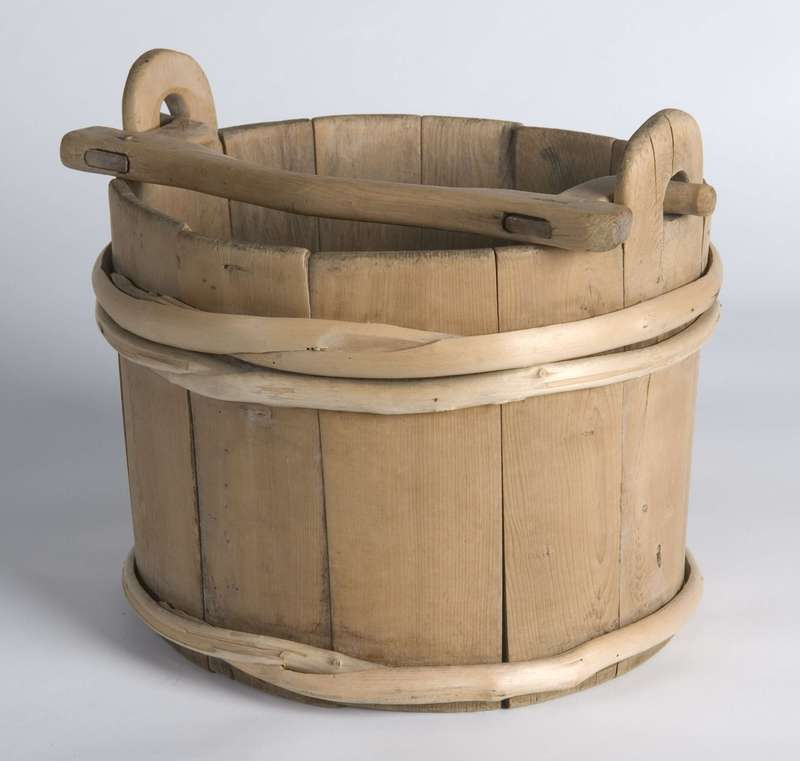
Дійниця
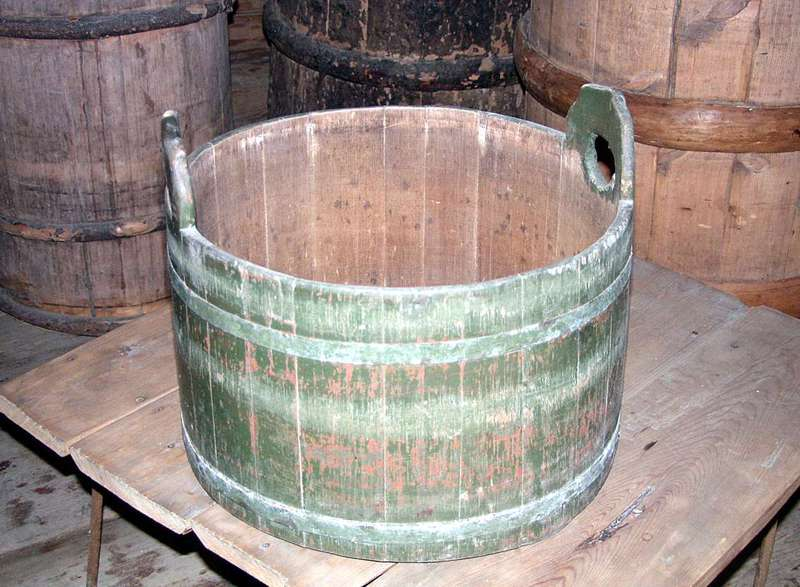
Цебро
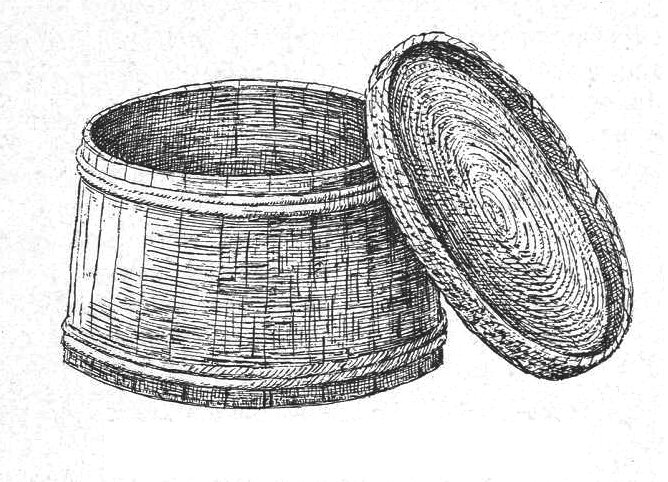
Діжа з віком
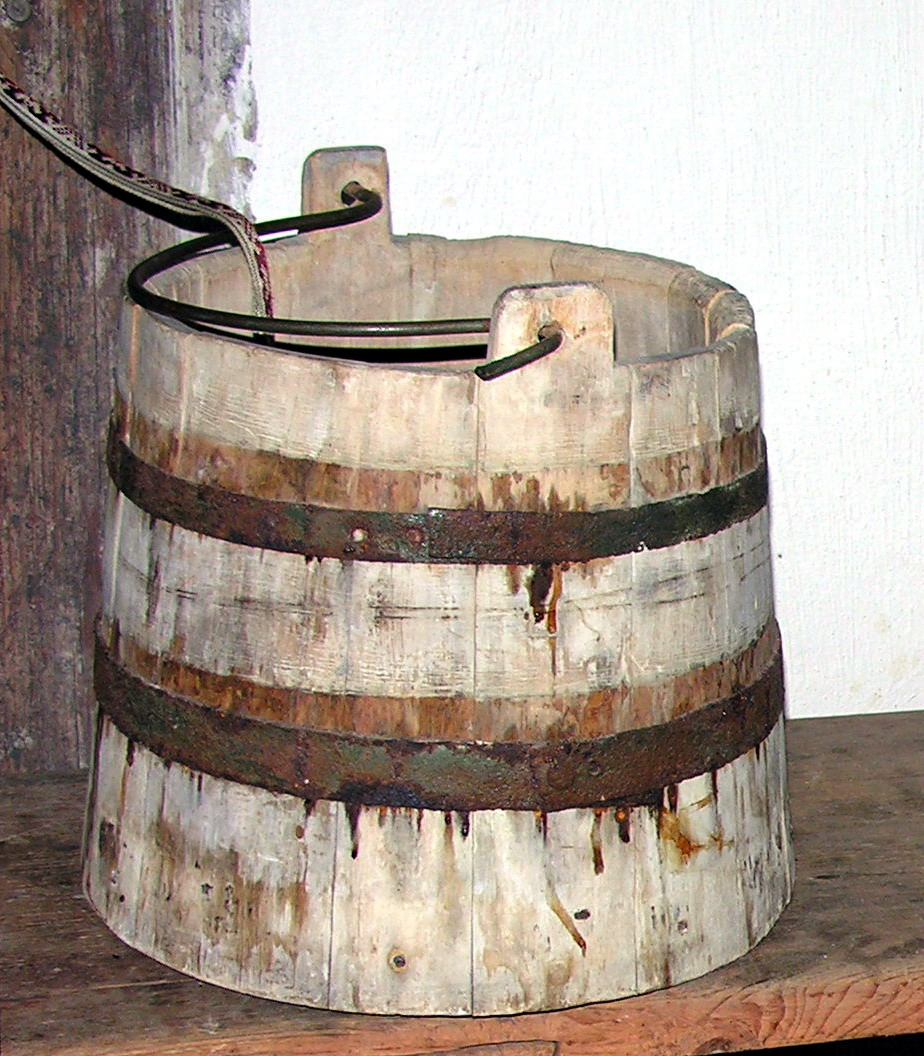
Цебро з дужкою
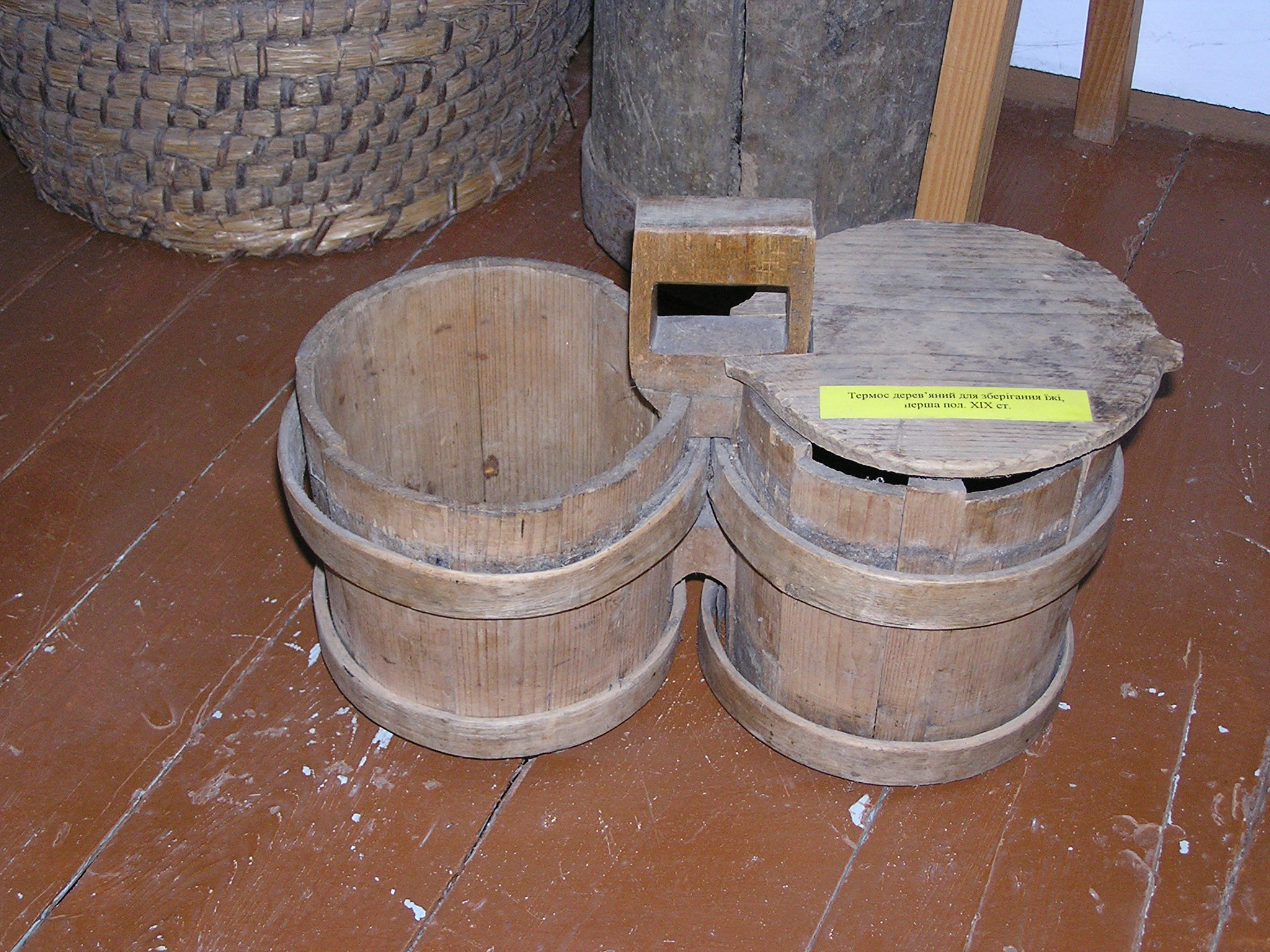
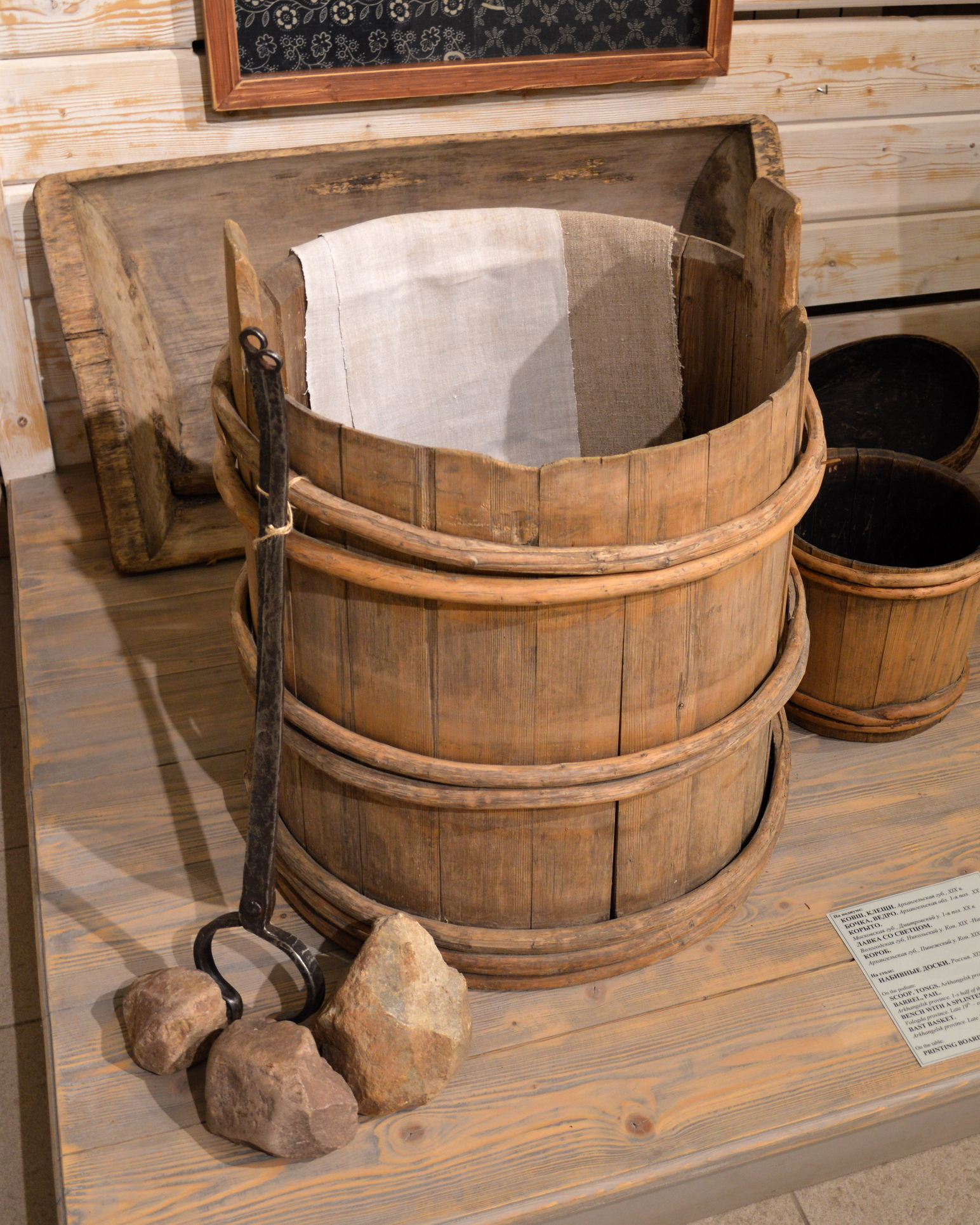
Цебро з дерев'яними обручами. Сергієво-Посадський музей, Росія.